# كارلوس ألفاريز (سياسي)
كارلوس ألفاريز (بالإسبانية: Carlos Álvarez)‏ هو سياسي أرجنتيني، ولد في 26 ديسمبر 1948 في بوينس آيرس في الأرجنتين. حزبياً، نشط في Front for a Country in Solidarity ‏. وقد انتخب President of the Commission of Permanent Representatives of Mercosur ‏ (2005 – 2007) وانتخب عضو مجلس النواب في الأرجنتين.